# Diócesis de Amboina
La diócesis de Amboina (en latín: Dioecesis Amboinaën(sis) y en indonesio: Keuskupan Amboina) es una circunscripción eclesiástica latina de la Iglesia católica en Indonesia, sufragánea de la arquidiócesis de Macasar. La diócesis tiene al obispo Seno Ngutra como su ordinario desde el 8 de diciembre de 2021.

## Territorio y organización
La diócesis tiene 77 990 km² y extiende su jurisdicción sobre los fieles católicos de rito latino residentes en las provincias de Molucas y Molucas septentrionales.
La sede de la diócesis se encuentra en la ciudad de Ambon (o Amboina), en donde se halla la Catedral de San Francisco Javier.
En 2020 en la diócesis existían 54 parroquias.

## Historia
La prefectura apostólica de Nueva Guinea Holandesa fue erigida el 22 de diciembre de 1902, obteniendo su territorio de la diócesis de Batavia (hoy arquidiócesis de Yakarta).
El 29 de agosto de 1920 la prefectura apostólica fue elevada a vicariato apostólico con el breve Christiani gregis del papa Benedicto XV.
El 12 de mayo de 1949 cedió una parte de su territorio para la erección de la prefectura apostólica de Hollandia (hoy diócesis de Jayapura) y al mismo tiempo asumió el nombre de vicariato apostólico de Amboina, mediante la bula Melius aptiusque del papa Pío XII.
El 24 de junio de 1950 cedió otra porción de territorio para la erección del vicariato apostólico de Merauke (hoy arquidiócesis de Merauke) mediante la bula Ad Evangelii del papa Pío XII y en virtud de la bula Quo in Archipelago recuperó como compensación las islas de Ternate, Tidore, Halmahera y Badjan, que el año anterior había cedido a la prefectura apostólica de Hollandia.
El 3 de enero de 1961 el vicariato apostólico fue elevado a diócesis con la bula Quod Christus del papa Juan XXIII.

## Estadísticas
De acuerdo al Anuario Pontificio 2021 la diócesis tenía a fines de 2020 un total de 115 650 fieles bautizados.
| Año                                                                             | Población            | Población | Población      | Sacerdotes | Sacerdotes    | Sacerdotes    | Bautizados por sacerdote | Diáconos permanentes | Religiosos | Religiosos | Parroquias |
| Año                                                                             | Bautizados católicos | Total     | % de católicos | Total      | Clero secular | Clero regular | Bautizados por sacerdote | Diáconos permanentes | Varones    | Mujeres    | Parroquias |
| ------------------------------------------------------------------------------- | -------------------- | --------- | -------------- | ---------- | ------------- | ------------- | ------------------------ | -------------------- | ---------- | ---------- | ---------- |
| 1950                                                                            | 29 160               | 980 000   | 3.0            | 34         | 2             | 32            | 857                      |                      | 23         | 73         | 3          |
| 1970                                                                            | 61 700               | 1 136 513 | 5.4            | 29         | 1             | 28            | 2127                     |                      | 54         | 142        |            |
| 1980                                                                            | 82 760               | 1 252 000 | 6.6            | 32         | 1             | 31            | 2586                     |                      | 75         | 167        | 4          |
| 1990                                                                            | 90 104               | 1 568 000 | 5.7            | 34         | 2             | 32            | 2650                     | 1                    | 60         | 175        | 4          |
| 1999                                                                            | 113 463              | 2 968 516 | 3.8            | 47         | 17            | 30            | 2414                     |                      | 44         | 209        | 37         |
| 2000                                                                            | 128 379              | 2 181 414 | 5.9            | 47         | 17            | 30            | 2731                     |                      | 44         | 216        | 32         |
| 2001                                                                            | 128 627              | 2 180 819 | 5.9            | 56         | 23            | 33            | 2296                     |                      | 37         | 123        | 36         |
| 2002                                                                            | 137 276              | 2 088 708 | 6.6            | 53         | 27            | 26            | 2590                     |                      | 43         | 160        | 31         |
| 2003                                                                            | 142 145              | 2 112 636 | 6.7            | 68         | 38            | 30            | 2090                     |                      | 45         | 166        | 32         |
| 2004                                                                            | 138 592              | 2 089 825 | 6.6            | 62         | 37            | 25            | 2235                     |                      | 42         | 196        | 31         |
| 2006                                                                            | 148 212              | 2 142 000 | 6.9            | 73         | 41            | 32            | 2030                     |                      | 44         | 142        | 34         |
| 2012                                                                            | 127 609              | 2 311 000 | 5.5            | 92         | 47            | 45            | 1387                     |                      | 59         | 212        | 43         |
| 2015                                                                            | 119 665              | 2 968 666 | 4.0            | 97         | 57            | 40            | 1233                     |                      | 52         | 256        | 47         |
| 2018                                                                            | 126 890              | 3 179 169 | 4.0            | 93         | 71            | 22            | 1364                     |                      | 30         | 192        | 51         |
| 2020                                                                            | 115 650              | 3 058 641 | 3.8            | 96         | 77            | 19            | 1204                     |                      | 27         | 193        | 54         |
| Fuente: Catholic-Hierarchy, que a su vez toma los datos del Anuario Pontificio. |                      |           |                |            |               |               |                          |                      |            |            |            |

## Episcopologio
- Matthijs Neyens, M.S.C. † (1902-1915 renunció)
- Hendrik Nollen, M.S.C. † (1915-1920 renunció)
- Arnoldus Johannes Hubertus Aerts, M.S.C. † (28 de agosto de 1920-30 de julio de 1942 falleció)
- Jacques Grent, M.S.C. † (10 de julio de 1947-15 de enero de 1965 renunció[7])
- Andreas Peter Cornelius Sol, M.S.C. † (15 de enero de 1965 por sucesión-10 de junio de 1994 retirado)
- Petrus Canisius Mandagi, M.S.C. (10 de junio de 1994-11 de noviembre de 2020 nombrado arzobispo de Merauke)[8]
- Seno Ngutra, desde el 8 de diciembre de 2021